# 胡士馴
胡士馴（越南语：／，1813年—1862年），字子順（越南语：／），越南阮朝官員。

## 生平
胡士馴是乂安省演州府瓊瑠縣富厚總富厚社瓊堆村（今屬乂安省瓊瑠縣瓊堆社）人，嘉隆十二年（1813年）出生。明命十八年（1837年），參加乂安場鄉試，最初並未考中舉人。明命帝以該科考中人數過少，重取該場舉人，胡士馴被取中，是為恩賜舉人。可以參加來年會試，會試不中，重考下科鄉試。明命二十一年（1840年），胡士馴重新參加乂安場鄉試，再次考中舉人。紹治四年（1844年），考中進士。
胡士馴授翰林，任廣威府知府。嗣德初，歷任禮部郎中、侍講學士，充國史館纂修，後辦理禮部兼通政副使。嗣德十四年（1861年），胡士馴署理廣安巡撫，修繕城池，圍剿盜匪。第二年又率兵剿賊。在途中因病去世。嗣德帝以其保守孤城有功，追授布政使。

## 子女
胡士馴有二子，胡士駮和胡士騂並為秀才。